# Ali Bouachium
Ali Bouachium (ur. 14 października 1984) – algierski zapaśnik walczący w stylu klasycznym. Brązowy medalista mistrzostw Afryki w 2016 roku.